# Biclavigera uloprora
Biclavigera uloprora là một loài bướm đêm trong họ Geometridae.